# Dominik Rogg
Xaver Joseph Dominik Rogg (* 27. April 1805 in Frauenfeld; † 1865 in Basadingen) war ein Schweizer Bezirksgerichtspräsident, Grossrat und Klosterverwalter.

## Biografie
Xaver Joseph Dominik Rogg war der Sohn des Thurgauer Regierungsrats Joseph Dominik Rogg und der Beatrix Dominica, geb. Egloff. 1834 heiratete er Maria Antonia, geb. Vorster (1803–1884), eine Tochter des Aargauer Regierungsrats Franz Vorster. Der Sohn von Dominik und Beatrix Rogg, Karl Martin, wurde Grossrat und Oberrichter.
Rogg durchlief seine Schulzeit im Kloster Rheinau sowie in Solothurn, verbrachte 1821 einen Sprachaufenthalt in Neuenburg und studierte in Nürnberg. 1826 wurde er zum Hofmeister des Dominikanerinnen-Konvents St. Katharinental gewählt.
Rogg gehörte dem Grossen Rat des Kantons Thurgau als Abgeordneter des Bezirks Diessenhofen von 1831 bis 1859 an. Er war Richter am Bezirksgericht Diessenhofen, das er 1838 bis 1840 auch präsidierte. Bis 1861 verrichtete er seine Dienste als Klosterverwalter in St. Katharinental, das 1869 als letztes der Thurgauer Klöster aufgehoben wurde.